# Thickskin
Thickskin è il quarto album degli Skid Row, uscito il 5 agosto 2003 per l'etichetta discografica Blind Man Sound. Si tratta del primo album col nuovo cantante Johnny Solinger in sostituzione di Sebastian Bach.

## Tracce
1. New Generation - (Bolan, Snake)
2. Ghost - (Bolan, Johnson, Snake)
3. Swallow Me (The Real You) - (Bolan, Snake)
4. Born a Beggar - (Bolan, Hill, McCabe, Snake)
5. Thick Is the Skin - (Bolan, Snake)
6. See You Around - (Bolan, Johnson, Snake)
7. Mouth of Voodoo - (Bolan, Snake, Solinger)
8. One Light - (Bolan, Snake)
9. I Remember You Two - (Bolan, Snake)
10. Lamb - (Bolan, Snake)
11. Down from Underground - (Bolan, Johnson, Snake)
12. Hittin' a Wall - (Bolan, Hill, Snake)

## Formazione
- Johnny Solinger - voce
- Rachel Bolan - basso
- Scotti Hill - chitarra
- Dave "Snake" Sabo - chitarra
- Phil Varone - batteria